# Sopravissana
La Sopravissana è una razza di pecora domestica originaria della Provincia di Macerata, nelle Marche. Il nome deriva dall'area di origine, il comune di Visso sui Monti Sibillini. Tradizionalmente venne infatti allevata in quest'area, ma si diffuse anche nel Lazio, Toscana e Umbria. La Sopravissana deriva dall'incrocio delle pecore locali con le Merino spagnole e francesi (Rambouillet) nel corso del XVIII secolo. È di dimensioni maggiori rispetto alla razza Vissana.

## Storia
La razza Sopravissana si originò nell'area dei comuni di Visso, da cui deriva il nome, Castelsantangelo sul Nera e Ussita, sui Monti Sibillini, e tradizionalmente venne allevata soprattutto in quest'area. Fu ottenuta dall'incrocio delle varietà appenniniche locali (la pecora Vissana) con le Merinos spagnole e successivamente francesi (Rambouillet). Intorno al 1790, durante il papato di Pio VI, si inizia la pratica dell'incrocio sulla pecora vissana utilizzando animali di razza Merinos provenienti dalla Spagna. Nel 1804 il cardinale Alessandro Lante della Rovere scrive in una notificazione: "La masseria di pecore spagnole fatte venire dalla Spagna dall'immortale Pio VI..." e ancora "...si avverte di essersi già verificato, che dando i padri spagnoli alle pecore nostrali, i figli vengono di lanaggio simile ai padri, e replicando con attenzione questa operazione alla terza generazione vengono i figli del lanaggio perfettissimo de' padri spagnoli...". 
Con gli incroci fra pecore Vissane e gli arieti Merinos di Rambouillet ebbe inizio la costituzione della razza Sopravissana che giunse a termine negli anni 1820-30 per opera dei Piscini e Rosi. L’area di allevamento si estese dalle Marche, all’Umbria, al Lazio alla Toscana e all’Abruzzo raggiungendo il milione di capi.
Gli incroci di merinizzazione si conclusero nella metà del ‘800 ma non si arrestarono, la continuità fu assicurata in particolare da alcune famiglie di Visso, i Montebovi, i Rosi e i Piscini. Nella opera miglioratrice delle pecore i Piscini non solo avevano acquistato e utilizzato i capi Merino dalla Bergerie National di Rambouillet ma avevano procurato arieti miglioratori da altri allevamenti di tutta l’Italia centrale. I discendenti ottennero nel 1943 il riconoscimento della razza con la denominazione “Sopravissana”.
La Sopravissana è una delle 17 razze di pecore autoctone registrate nel libro genealogico redatto dall'Associazione Nazionale della Pastorizia, l'associazione italiana degli allevatori di ovini. Il numero di capi allevati era di 1.200.000 nel 1960, riducendosi a 765.000 nel 1970; al 1995 il numero era sceso solo a circa 6.000. Nel 2013 il numero totale registrato dei capi ammontava a 5.699. Ad oggi, è a rischio estinzione. Tuttavia, si sta diffondendo in misura crescente l'intenzione di recuperare tale razza, anche con iniziative locali.

## Utilizzo
L'allevamento di Sopravissana è per triplice utilizzo, ovvero per carne, latte e lana. Gli allevamenti moderni sono tipicamente per la carne, orientati all'incremento della prolificità e riducendo l'intervallo tra i parti.